# Protepicyon
Protepicyon is een monotypisch geslacht van hondachtigen (Canidae), binnen de onderfamilie Borophaginae.
Protepicyon leefde in Noord-Amerika gedurende het midden-Mioceen (15,97—13,6 Ma). Op heden zijn restanten van slechts vijf fossiele exemplaren gevonden. Alle vijf exemplaren zijn gevonden in Californië.

## Taxonomie
Protepicyon werd in 1999 voor het eerst beschreven door Wang. Kort daarop plaatsten Wang et al. Protepicyon onder de onderfamilie Borophaginae.
Op basis van de heden bekende fossiele vondsten wordt Protepicyon als een monotypisch geslacht beschouwd, met P. raki als enige soort.
Zustergenera van Protepicyon zijn: Borophagus (synoniemen: Hyaenognathus, Osteoborus, Pliogulo en Porthocyon), Carpocyon, Epicyon en Paratomarctus.

## Morfologie
Voor twee fossielen van P. raki is een schatting van het lichaamsgewicht gemaakt. Het eerste exemplaar had een geschatte massa van 32,2 kg. Het tweede had een geschatte massa van 36,4 kg. Hiermee stemt de massa van beide exemplaren overeen met de geschatte massa's van sommige andere Borophaginae, zoals sommige Aelurodonsoorten.